# Eleição para prefeito de Houston em 2009
A eleição para prefeito da cidade norte-americana de Houston em 2009 aconteceu no dia 3 de novembro para eleger o sucessor do prefeito Bill White. White era inelegível para a reeleição, tendo servido por três mandatos. Depois que nenhum dos candidatos obteve a maioria dos votos no primeiro turno, os dois principais candidatos se enfrentaram no segundo turno em 12 de dezembro de 2009, resultando na vitória de Annise Parker, tornando-se a primeira prefeita homossexual de uma grande cidade do país.